# Jessica Degenhardt
Jessica Doreen Degenhardt (Dresde, 21 de abril de 2002) es una deportista alemana que compite en luge en la modalidad doble.
Ganó seis medallas en el Campeonato Mundial de Luge entre los años 2022 y 2025, y cinco medallas en el Campeonato Europeo de Luge entre los años 2023 y 2025.

## Palmarés internacional
| Campeonato Mundial | Campeonato Mundial    | Campeonato Mundial | Campeonato Mundial |
| Año                | Lugar                 | Medalla            | Prueba             |
| ------------------ | --------------------- | ------------------ | ------------------ |
| 2022               | Winterberg (Alemania) | Medalla de oro     | Doble              |
| 2023               | Oberhof (Alemania)    | Medalla de oro     | Doble              |
| 2023               | Oberhof (Alemania)    | Medalla de oro     | Doble (velocidad)  |
| 2025               | Whistler (Canadá)     | Medalla de oro     | Equipo             |
| 2025               | Whistler (Canadá)     | Medalla de plata   | Doble              |
| 2025               | Whistler (Canadá)     | Medalla de bronce  | Doble mixto        |
| Campeonato Europeo |                       |                    |                    |
| Año                | Lugar                 | Medalla            | Prueba             |
| 2023               | Sigulda (Letonia)     | Medalla de bronce  | Doble              |
| 2024               | Igls (Austria)        | Medalla de oro     | Doble              |
| 2024               | Igls (Austria)        | Medalla de plata   | Equipo             |
| 2025               | Winterberg (Alemania) | Medalla de plata   | Doble              |
| 2025               | Winterberg (Alemania) | Medalla de plata   | Equipo             |